# Введенский поселковый совет (Харьковская область)
Введе́нский поселко́вый сове́т — входил до 2020 года в состав Чугуевского района Харьковской области Украины.
Административный центр поселкового совета находился до 2021 года в селе Терновая.
Ранее админцетр совета находился в селе Введе́нка.

## История
- 1920-е — дата образования данного сельского Совета депутатов трудящихся на территории … волости в составе Чугуевского уезда Харьковской губернии Украинской Советской Советской Социалистической Республики.
- С 1923 года — в составе русского национального Чугуевского района Харьковского округа, с 1932 г. — Харьковской области УССР.
- 1938 — дата преобразования сельсовета в поселковый совет после присвоения Введе́нке статуса посёлок городского типа.
- До 1977 года центр сельсовета находился во Введе́нке; после 1977 был перенесён в Тернову́ю.
- После 17 июля 2020 — в рамках административно-территориальной «реформы» по новому делению Харьковской области[2][3] сельский совет был ликвидирован; входящие в него населённые пункты и его территории были присоединены к … территориальной общине (укр. громаде) того же Чугуевского района
- Сельсовет просуществовал около ста лет.

## Населённые пункты совета
- пгт Введе́нка
- село Зау́дье
- село Зелёный Коло́дезь
- село Свита́нок
- село Тернова́я (б. слобода)